# Julio César Fernández
Julio César Fernández es un periodista y presentador de televisión español (Segovia, España, 28 de julio de 1938).

## Biografía
Tras estudiar Magisterio en su ciudad natal, estudió luego, en Salamanca, Graduado Social en la Facultad de Derecho de la Universidad salmantina. Sus inicios profesionales fueron en la docencia, en el Instituto de Enseñanza Media y Profesional de Coca en la provincia de Segovia, donde, durante dos años fue profesor del Ciclo de Letras (Literatura, Gramática, Geografía e Historia), asignaturas que más tarde impartió en el Taller-Escuela de Formación Profesional "Ángel del Alcázar" de Segovia. A los 17 años habían comenzado sus colaboraciones en el mundo de la comunicación, primero en Radio Segovia con un programa titulado "La voz de la Juventud" para incorporarse, años después a la plantilla de dicha emisora (EAJ 64) como redactor, locutor y creador de programas, tanto informativos como de entretenimiento. Tras padecer el trágico accidente de la urbanización "Los Ángeles de San Rafael", que se hundió en junio de 1969 y en el que hubo cerca de 60 muertos y 150 heridos, realizó, junto a otros, una prueba como Locutor-Presentador de los Servicios Informativos de Televisión Española en Prado del Rey, donde, tras la superación de la oposición fue admitido, ingresando en febrero de 1970.
En una primera etapa presentó los noticiarios destinados a Canarias y Guinea Ecuatorial, siendo su primicia ante las cámaras la presentación del programa informativo "Noticia 2", a las nueve de la noche en el Segundo Canal. 
Pasó luego al programa Panorama de Actualidad (1971), y, siempre dentro del área de Servicios Informativos, acabó presentando en diferentes épocas todos los Telediarios, incluido el 24 horas. En 1972 presentó un programa de información rápida que tuvo el éxito de lo novedoso con el título de Contra-reloj, para más tarde presentar el "magazine", que se emitía de dos a tres de la tarde, Sobre la Marcha. Después, en 1973, vendría el espacio deportivo de gran audiencia Estudio Estadio, con la incorporación de la moviola como novedad, en la repetición y análisis de jugadas dudosas en los partidos de Primera División de la Liga Española de fútbol.
Compaginó el trabajo en TVE con los estudios de la carrera de Periodismo en la Escuela Oficial (E.O.P.), con profesores como Victoriano Fernández Asís, Emilio Romero, Alfredo Marqueríe, Bartolomé Mostaza, Juan Aparicio, Vintilă Horia, etc., obteniendo el título en junio de 1975. Pertenece a la Asociación de la Prensa de Madrid con el n.º 1868 y a la Federación de Asociaciones de la Prensa de España con el n.º 6405.
En 1977 acompañó a Isabel Tenaille en el magazine diario Gente, en el que además de presentador era subdirector y que luego se transformaría en Gente Hoy, que compartiría con Mari Cruz Soriano y al que seguiría Gaceta cultural (1979-1981), con Jana Escribano, que se emitía inmediatamente después del Telediario de las tres de la tarde, en el cual fue también subdirector y guionista. En 1981 presentó el espacio Vamos a ver, junto a Marisa Medina e Isabel Borondo, un programa que anunciaba a los espectadores la programación de la siguiente semana. 
Presentó también el espacio Aquí y Ahora, así como programas deportivos de larga duración como Mundodeporte los sábados en el segundo canal, de cuatro a nueve de la tarde.
Pasó luego, en tiempo de la descentralización regional de TVE, a presentar los programas de Madrid, Cantabria, Asturias, Rioja, Castilla y León, Castilla-La Mancha y Andalucía, de alguno de los cuales fue, además, director.
Cuando los diferentes programas autonómicos fueron trasladándose a sus recién inauguradas sedes, Julio-César Fernández, se incorporó al programa territorial de Madrid, que se emitía de dos a tres de la tarde, por lo que pasó de Torrespaña a los estudios de Paseo de La Habana, donde había comenzado TVE sus emisiones en 1956. Desde allí, años después, regresó al "Pirulí" para dirigir Estudio Estadio, programa que recogía durante varias horas, mezclando directo y diferido, toda la información deportiva -fútbol, baloncesto, motociclismo, etc.- desarrollada en España en las jornadas de sábado y domingo.
Estudio Estadio desapareció sorpresivamente de la programación de Televisión Española durante un tiempo, por orden de un director poco aficionado a los deportes. El periodista y presentador fue entonces trasladado al área de Emisiones y Producción donde presentó los Programas Internacionales para América y Europa. También fue guionista en este departamento.
En julio de 1994 consideró que su periplo en Televisión Española, tras casi 25 años de dedicación en diferentes cometidos había concluido, acogiéndose a un E.R.E. (el segundo aceptado para Radiotelevisión Española), firmando su finiquito en Prado del Rey el 28 de julio, día de su cumpleaños.
La actividad televisiva de Julio-César Fernández fue alternada durante muchos años con la conducción de programas de radio de gran audiencia como Fiesta, en Radio Nacional de España; en la Cadena Cope; Elite, en Radio Intercontinental; en la Cadena Ser; en Radio España, así como la dirección de los Programas Culturales de Radiocadena Española y el espacio Siluetas.
Durante varios años ha sido jefe de prensa del Colegio Oficial de Gestores Administrativos, así como director de su revista profesional.
Como conferenciante ha disertado sobre temas variados, que van desde literatura a pintura, gastronomía, arte o ferrocarril (es hijo de ferroviario). También ha colaborado con artículos y ensayos en diferentes periódicos, revistas y otras publicaciones de carácter regional y nacional.
Autor de la tesis "Factores diferenciales de la televisión" y de poesía como la colección de poemas recogidos en el libro "4 poetas segovianos", de 2005 ,(I.S.B.N.: 84-608-0404-6), publicado por la UNED y la Excma. Diputación Provincial de Segovia.
Es entrenador de fútbol titulado por la Real Federación Española de Fútbol así como Instructor de Educación Física.
Es Técnico en Emisiones y Producción en Radio y Televisión y Técnico en Publicidad y Relaciones Públicas.
Ha sido profesor varios años de M.B.A. (Master in Business Administration) en la Escuela Superior de Gestión Comercial y Marketing (ESIC), de Imagen Corporativa de la Empresa.
En el aspecto artístico-plástico, tras haber estudiado en la Escuela de Artes y Oficios de Segovia, fue durante cinco cursos profesor de dibujo del Colegio "La Fuencisla" de los Hermanos Maristas de Segovia. Después, como pintor, ha realizado alrededor de treinta exposiciones individuales en España y en el extranjero, destacando las de Houston (Texas, EE. UU.) en la Galería Museum y la del CSIC (Consejo Superior de Investigaciones Científicas, en Madrid), habiendo participado también en varias colectivas y asistiendo como artista invitado acompañado de su obra a la URSS (Moscú-Taskent).
Ha sido pregonero o mantenedor en actos celebrados en Cuéllar, Jaca, Polán (Toledo), Crevillente (Alicante), Sepúlveda, Segovia, Sigüenza, Zamarramala (Segovia), Almazán (Soria), Pedro Muñoz (Ciudad Real), Puertollano (Ciudad Real), Elche, Alcázar de San Juan, Villarubia de Santiago (Toledo), Torremolinos, Benidorm, Callosa de Segura (Alicante), Soria, Madrid, México, D. F., Benalmádena (Málaga), Alicante, Marbella, La Coruña, Murcia, Cantalejo (Segovia), Ginebra (Suiza), Avilés y la Villa de Navacerrada (Madrid), entre otros muchos.
Caballero de la Real Asociación del Monasterio de Yuste y Caballero armado del Capítulo Hispanoamericano del Corpus Christi en Toledo.
Entre otros premios le ha sido concedido el Premio Ondas en 1970, "Popular del Diario Pueblo" (1973) o el Premio ASTER de Comunicación 2003, otorgado por la Escuela Superior de Gestión Comercial y Marketing, por su trayectoria profesional. También le han sido concedidos por diversas organizaciones altruistas premios y distinciones, como Cruz Roja o UNICEF.
Durante más de veinte años ha pertenecido al Consejo Asesor de Hispania Service Consultores S.A. en el Departamento de Comunicación, Análisis e Imagen Corporativa de la empresa.